# Phrygionis politulata
Phrygionis politulata är en fjärilsart som beskrevs av Achille Guenée 1858. Phrygionis politulata ingår i släktet Phrygionis och familjen mätare. Inga underarter finns listade i Catalogue of Life.